# Radiodifusora Nacional de Colombia Internacional
La Radiodifusora Nacional de Colombia Internacional fue el servicio externo por onda corta de la Radiodifusora Nacional de Colombia, hoy llamada Radio Nacional de Colombia, cadena radial perteneciente al Gobierno de Colombia. 

## Historia

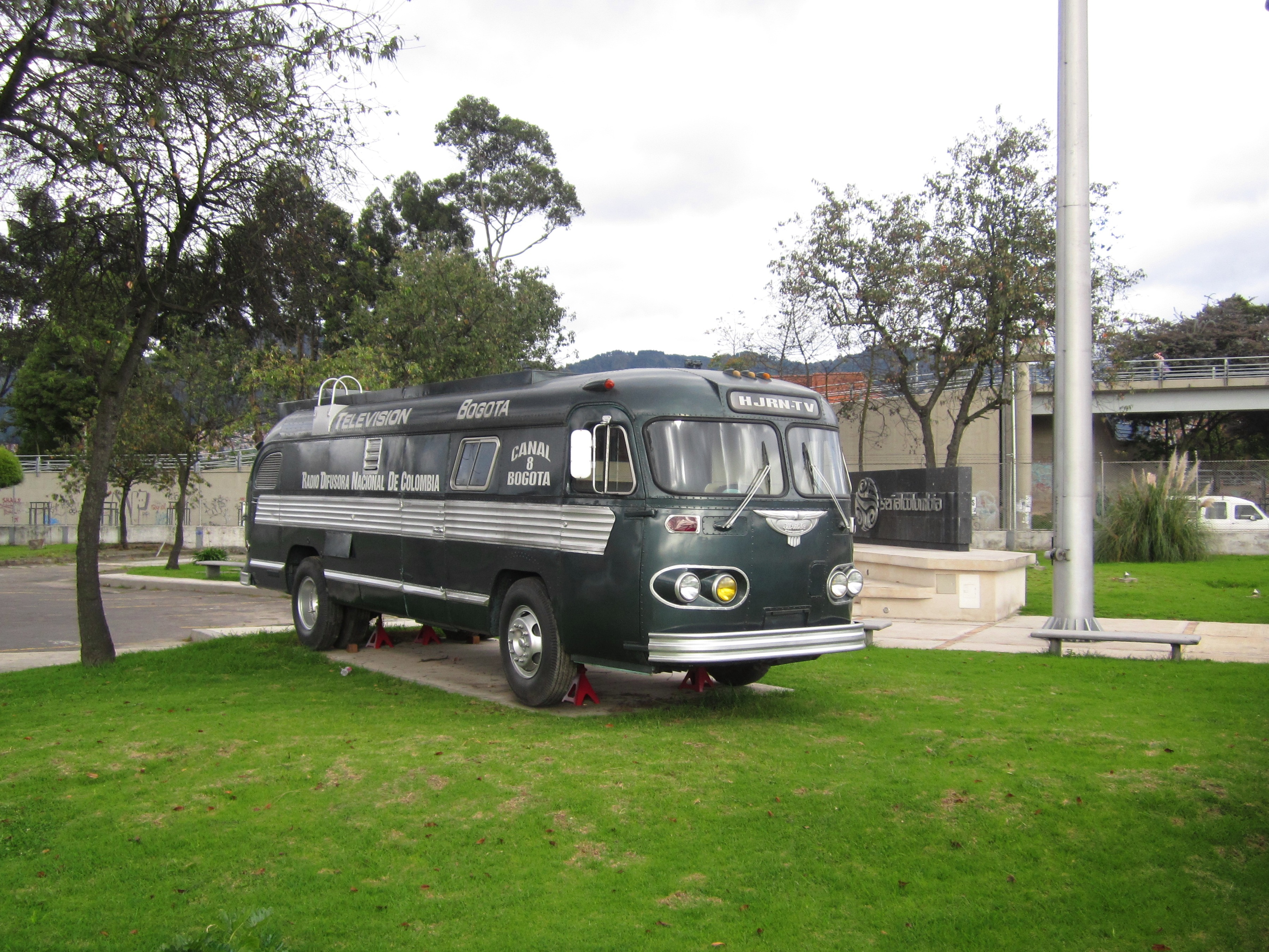
Camión del Canal 8, de los inicios de la Radiodifusora Nacional de Colombia Internacional.

Las transmisiones de la Radiodifusora Nacional por onda corta inician en 1940, año de la fundación de la emsiora estatal, y contaban con la transmisión de los programas de radio domésticos de la emisora en Colombia, además de dos espacios dirigidos al extranjero: el Noticiero Internacional y el Correo de los Oyentes, programa conducido por el diexista Jesús Valencia. También se emitiría el programa científico Ciencia colombiana más allá de las fronteras.
Cabe resaltar que la emisora transmitía inicialmente desde las estaciones de El Rosal (en las afueras de Bogotá) y El Barne (en el departamento de Antioquia). En los últimos años, las transmisiones se realizaban solo desde El Rosal. La emisora transmitía 12 horas de programación diarias durante los 7 días de la semana, llegando a países de los cinco continentes con cierta regularidad, y cubriendo toda América con su señal.
Las emisiones por onda corta operaban en las frecuencias 6180, 17885, 15335, 11795, 9685 y 9655, con una potencia de 25 kW. Precisamente, fue la frecuencia de 11795 la última en ser utilizada por la radiodifusora para su emisión internacional por onda corta.
Las emisiones por onda corta terminaron a comienzos de los años noventa, debido a la falta de funcionamiento de los transmisores de la Radiodifusora nacional para onda corta. Posteriormente, se restableció un servicio internacional en la frecuencia de 9635, esto a pesar de que la Radiodifusora Nacional de Colombia, matriz de la emisora internacional colombiana, disponía de al menos 5 frecuencias para operar en onda corta, pero las demás frecuencias no se utilizaban debido a la falta de funcionamiento de aproximadamente el 70% de la red de la radiodifusora estatal. 
El servicio internacional por onda corta desaparecería en la primera década del siglo XXI, en julio de 2001, debido al deterioro que sufrió la red de transmisores de la radiodifusora tanto en la cobertura en Colombia como en las frecuencias de onda corta.